# ADC (album)
Pour les articles homonymes, voir ADC.
Albums de Freeze Corleone
LMF
(2020)
Singles
1. Shavkat
Sortie : 25 juillet 2023
2. Amérique du Sud
Sortie : 25 août 2023
3. Voldemort
Sortie : 16 octobre 2023

ADC, acronyme de L'attaque des clones, est le troisième album du rappeur français Freeze Corleone commercialisé à partir du 11 septembre 2023.
Comme pour son précédent album intitulé LMF(La Menace Fantome), le titre fait référence à un film de la saga Star Wars. C'est au deuxième opus de la prélogie, qui s'appelle L'Attaque des clones, que l'album doit son nom.

## Génèse
C'est le 25 juillet 2023, après un live DVM réunissant le collectif 667, qu'est dévoilé le premier single du projet intitulé Shavkat,. Le 2 août au soir, il en dévoile la tracklist. Le 25 août 2023, un mois après le premier extrait (qui totalise 11.7M streams sur Spotify), il partage Amérique du Sud.

## Liste des titres
| 1.    | MW2                | Flem, Rayane Beats & Chvpo                     | 4:47 |
| 2.    | Isshin Ashina      | Flem                                           | 4:53 |
| 3.    | Shavkat            | Flem & Therapy                                 | 3:40 |
| 4.    | Amérique du Sud    | Flem, Rayane Beats & Shk                       | 3:31 |
| 5.    | Ancelotti          | Rayane Beats                                   | 3:41 |
| 6.    | Tse Chi Lop        | Flem                                           | 3:18 |
| 7.    | Kpop               | Flem, Narcos, Skuna Boi & Ken&Ryu              | 3:01 |
| 8.    | L’homme méthode    | Flem & Ocho                                    | 3:10 |
| 9.    | Bill Clinton       | Flem, Rayane Beats & Gouap Rtt Clan            | 3:29 |
| 10.   | Voldemort          | Flem, Rayane Beats & Shk                       | 3:48 |
| 11.   | Argent noir part.3 | Flem                                           | 2:57 |
| 12.   | Jour de plus       | Hoodstarbeatz & Nassir-Kélian                  | 3:29 |
| 13.   | Lamborghini bénie  | Flem, Rayane Beats, Nassir-Kélian, Elias & Shk | 3:53 |
| 47:41 |                    |                                                |      |

## Titres certifiés en France
- Shavkat  Platine[4]
- Jour de plus   Or[5]
- MW2  Or[6].
- Ancelotti  Or

## Réception

### Commercial
En quatre jours, l'album s'écoule à 29 417 exemplaires.
L'album s'écoule à 34 804 exemplaires en une semaine, soit le meilleur démarrage de la carrière de Freeze Corleone. En octobre 2023, il est certifié disque d'or avec 50 000 ventes.
En juin 2024, ADC est certifié disque de platine avec 100 000 ventes.